# Cyprien Eugène Boulet
Pour les articles homonymes, voir Boulet (homonymie).
Cyprien Eugène Boulet, né le 21 décembre 1877 à Toulouse et mort le 2 avril 1927 à Toulon,, est un peintre français.

## Biographie
Il naît à Toulouse en 1877. Il est l'élève de Jean-Paul Laurens, Fernand Cormon et Louis-Joseph-Raphaël Collin. En 1900, il expose au salon des artistes français et y obtient la médaille d'or en 1914. Il devient alors membre du jury. Il est fait chevalier de la Légion d'Honneur en 1926 et travaille au cours de sa vie en France, en Argentine, aux États-Unis et au Mexique. Il meurt à Toulon en 1927.
Ces œuvres sont notamment visibles au musée des Augustins de Toulouse, au musée des beaux-arts de Nice, au Petit Palais à Paris, au musée La Piscine à Roubaix, au musée du service de santé des armées à Paris et à la Pinacothèque de l'État de São Paulo au Brésil.

## Galerie

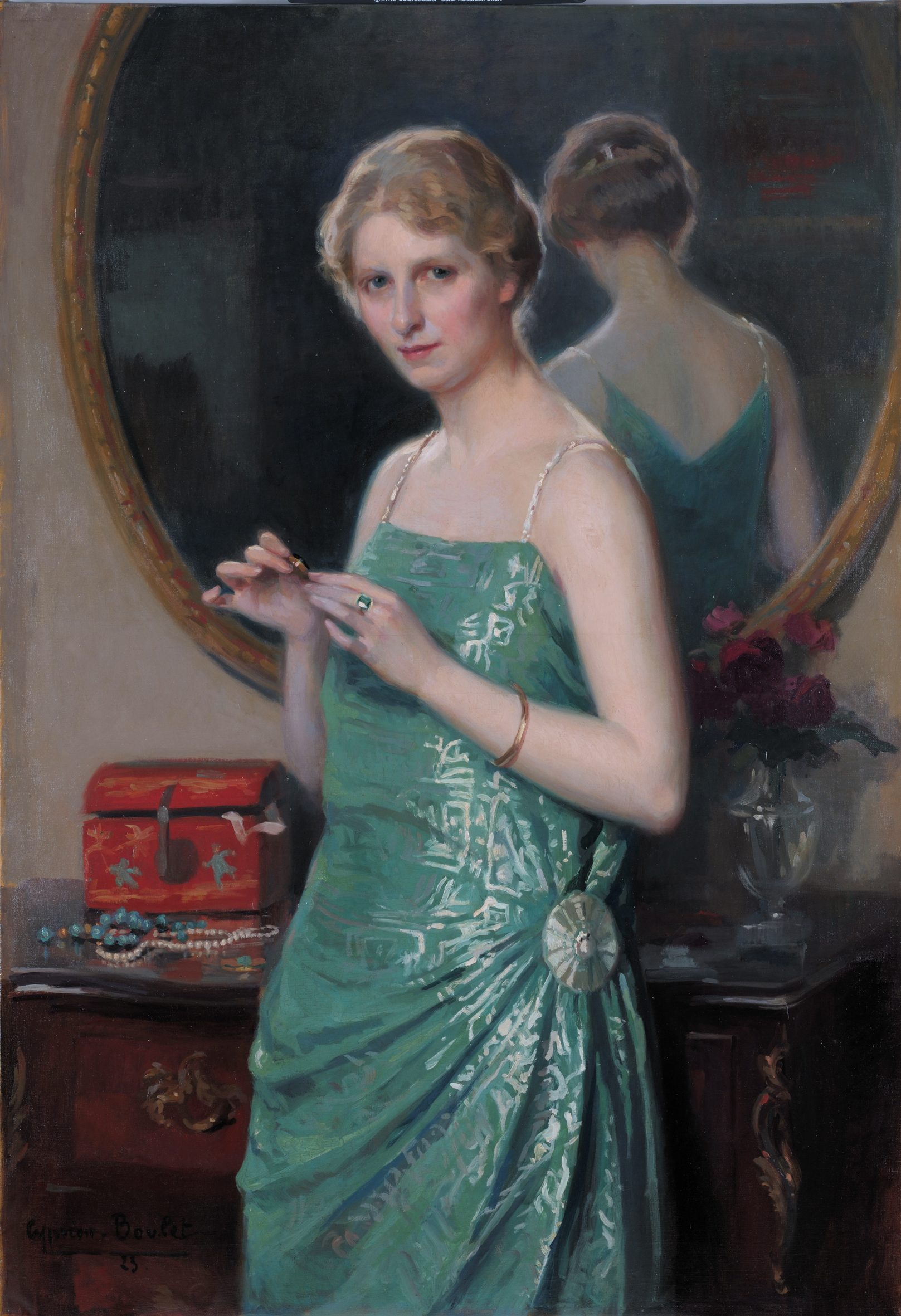
Madame Jean Trentesaux (1923).
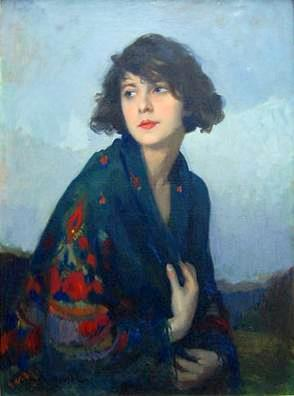
Femme au châle vert (avant 1927).
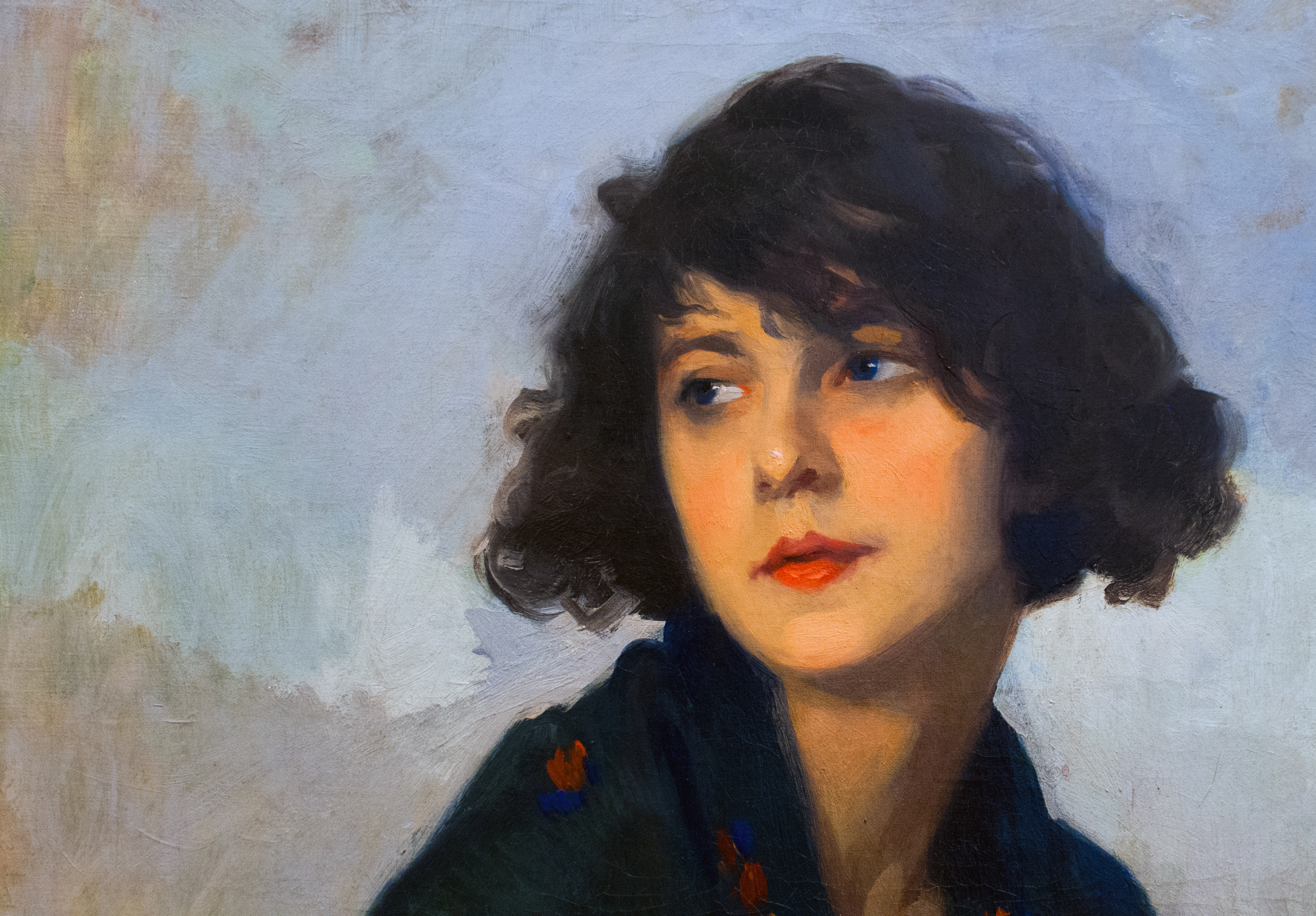
Détail de la Femme au châle vert (avant 1927).
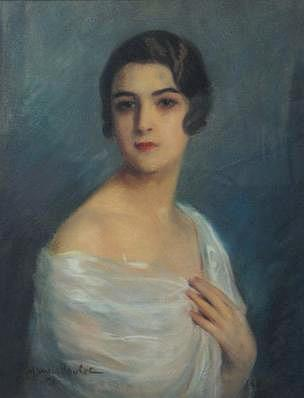
Portrait de Vera Alves de Lima (date inconnue).
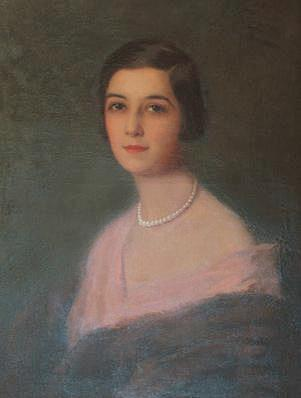
Portrait de Vera Alves de Lima (date inconnue).